# Phillips, Craig and Dean
Phillips, Craig and Dean es un trío musical de música cristiana compuesto por Randy Phillips, Shawn Craig y Dan Dean. Desde su formación en 1992, lanzaron 12 álbumes y han alcanzado 18 veces el primer lugar en sencillos de radio. La agrupación fue nominada 12 veces a los GMA Dove Awards (ganaron 3) y vendió alrededor de dos millones de unidades, logrando dos Premios Dove por participar en el disco especial My Utmost for His Highest en 1996 y un Dove en 2010 en la categoría de Álbum inspiraciones del año: Fearless.

## Historia
En 1991, Randy Phillips fue a varias compañías discográficas con un álbum propio. StarSong, una compañía de Nashville, le instó a formar un grupo vocal masculino. Randy llamó a dos amigos que también eran pastores y también se encontraban desarrollando álbumes en solitario.
En 1992 lanzaron un álbum homónimo que alcanzó el puesto 13 en el chart de Christian albums. El grupo posteriormente lanzó Lifeline en 1994 y Trust en 1995; alcanzaron el puesto 12 y 13, respectivamente. El tema Crucified with Christ de Trust ocupó el primer lugar en el INSPO chart y fue nominado como 'Canción inspiracional del año' y 'Canción del año' en los Premios Dove de 1997. Fue galardonada como 'Canción inspiracionesl de la década' por la CCM Magazine.
En 1996 lanzaron un álbum de Navidad titulado Repeat the Sounding Joy junto a Christ Church Choir y Nashville String Machine.
En 1997 estrenaron Where Strength Begins. Al año siguiente, realizaron una compilación que se llamó Favorite Songs of All. En 1999 regresaron con Restoration y publicaron Let My Words Be Few en 2001 y Let Your Glory Fall en 2003.
En esa época, dejaron sus raíces cristianas contemporáneas y se centraron en crear música más orientada a la adoración. El disco Let The Worshipers Arise de 2004 es un claro ejemplo de ese cambio. En 2006, Phillips, Craig and Dean lanzaron su decimoprimer álbum de estudio, Top of My Lungs. Tres sencillos del disco, Your Name, Saved the Day y Top of My Lungs llegaron a los 5 primeros puestos del INSPO chart. El grupo ganó la atención nacional cuando Josh Hamilton, jardinero de los Texas Rangers entró al campo de béisbol el año 2008 mientras "Saved the Day" se escuchaba en todo el estadio.
La agrupación participó en varias compilaciones cristianas, como en My Utmost For His Highest de 1995 y en su segundo álbum de grandes éxitos The Ultimate Collection, lanzado en 2006 por Sparrow Records en dos discos.
Además, participaron en las convenciones de National Religious Broadcasters y de Christian Booksellers Association, en la Moody Church, tocaron en los Promise Keepersy grabaron música para el Día Nacional de la Oración.
Fearless fue lanzado el 4 de agosto de 2009. Vendía cerca de 10000 ejemplares en su primera semana y alcanzó el puesto 46 en el Billboard 200, convirtiéndose de esta manera en el más alto de un álbum debut de un trío musical. El primer sencillo se tituló "Revelation Song". Alcanzó el primer lugar en el chart de Hot Christian Songs de Billboard en agosto de 2009 y permaneció ahí por 11 semanas, logró un Premio Dove en 2010 por 'Canción de adoración del año', mientras que Fearless ganó por 'Álbum inspiracional del año'. En esa entrega, Phillips, Craig and Dean interpretaron Revelation Song en vivo junto a Kari Jobe.
Ese mismo año, el segundo sencillo de Fearless, "Great Are You Lord" alcanzó el primer lugar en el INSPO chart, el puesto 23 en el chart Hot Christian Songs y el 19 en el Christian AC chart.
Para fines de 2010, lanzaron un EP de Navidad titulado Hope For All The World. Su último disco se titula Breathe In y fue realizado en 2012.

## Discografía

### Álbumes
| Año  | Álbum                    | US Christian | Heatseekers | Billboard 200 | Discográfica  | Productor                          |
| ---- | ------------------------ | ------------ | ----------- | ------------- | ------------- | ---------------------------------- |
| 1992 | Phillips, Craig & Dean   | 13           | –           | –             | Star Song     | Paul Mills                         |
| 1994 | Lifeline                 | 12           | –           | –             | Star Song     | Paul Mills, Brian Green            |
| 1995 | Trust                    | 11           | 40          | –             | Star Song     | Paul Mills                         |
| 1996 | Repeat The Sounding Joy  | 12           | 11          | –             | Star Song     | Paul Mills, Carl Marsh             |
| 1997 | Where Strength Begins    | 6            | 16          | –             | Star Song     | Mills, Dennis Matkosky, Phil Naish |
| 1999 | Restoration              | 33           | –           | –             | Sparrow       | Phil Naish                         |
| 2001 | Let My Words Be Few      | 15           | –           | –             | Sparrow       | Nathan Nockels                     |
| 2003 | Let Your Glory Fall      | 8            | 2           | 142           | Sparrow       | Nathan Nockels                     |
| 2004 | Let The Worshipers Arise | 5            | 7           | 179           | INO/Columbia  | Nathan Nockels                     |
| 2006 | Top of My Lungs          | 12           | 4           | 181           | INO/Columbia  | Nathan Nockels                     |
| 2009 | Fearless                 | 1            | –           | 46            | INO/Columbia  | Bernie Herms                       |
| 2010 | Hope For All The World   | -            | –           | -             | Independiente | Nathan Nockels                     |
| 2012 | Breathe In               | 6            | –           | 88            | Fair Trade    | Nathan Nockels/Bernie Herms        |

### Compilaciones
| Año  | Álbum                                         | Discográfica |
| ---- | --------------------------------------------- | ------------ |
| 1998 | Favorite Songs of All                         | Star Song    |
| 2004 | 8 Great Hits                                  | Sparrow      |
| 2005 | The Worship Collection: Favorite Songs of All | Sparrow      |
| 2006 | The Ultimate Collection                       | Sparrow      |
| 2007 | Greatest Hits                                 | Sparrow      |
| 2007 | Favorite Live Songs of All                    | Sparrow      |
| 2011 | My Phillips, Craig & Dean Playlist            | Sparrow      |

### Grabaciones en video
| Año  | Álbum | Discográfica |
| ---- | ----- | ------------ |
| 2005 | Live  | INO/Epic     |

### Sencillos
| 2003                                                    | "My Praise"                                      | 9  | –  | Let Your Glory Fall       |
| 2003                                                    | "Hallelujah (Your Love is Amazing)"              | 20 | –  | Let Your Glory Fall       |
| 2003                                                    | "Here I Am to Worship"                           | 5  | –  | Let Your Glory Fall       |
| 2004                                                    | "You Are God Alone" 3                            | 10 | –  | Let The Worshippers Arise |
| 2005                                                    | "Friend of God" 2                                | 9  | –  | Let The Worshippers Arise |
| 2007                                                    | "Your Name" 3                                    | 15 | –  | Top of My Lungs           |
| 2007                                                    | "Saved the Day" 3                                | 29 | –  | Top of My Lungs           |
| 2008                                                    | "Top of My Lungs" 3                              | 25 | –  | Top of My Lungs           |
| 2009                                                    | "Revelation Song" 2                              | 1  | 28 | Fearless                  |
| 2010                                                    | "Great Are You Lord" 2                           | 19 | –  | Fearless                  |
| 2010                                                    | "For All The World"                              | 17 | –  | Hope For All The World    |
| 2010                                                    | "Do You Hear What I Hear?"                       | 31 | –  | Hope For All The World    |
| 2011                                                    | "From The Inside Out" 3                          | 39 | –  | Fearless                  |
| 2012                                                    | "When The Stars Burn Down (Blessing and Honor)"2 | 3  | –  | Breathe In                |
| "—" denota que el lanzamiento no logró entrar en listas |                                                  |    |    |                           |

- 2 Alcanzó el puesto 1 en el Soft AC/Inspirational chart
- 3 Alcanzó el Top 5 en el Soft AC/Inspirational chart

## Premios y nominaciones
| Año  | Premio                          | Categoría                                             | Trabajo nominado                                | Resultado |
| ---- | ------------------------------- | ----------------------------------------------------- | ----------------------------------------------- | --------- |
| 1993 | GMA Dove Awards                 | Artista nuevo del año                                 | Phillips, Craig and Dean                        | Nominados |
| 1995 | GMA Dove Awards                 | Canción inspiracional del año                         | «I Want To Be Just Like You»                    | Nominados |
| 1995 | GMA Dove Awards                 | Álbum inspiracional del año                           | Lifeline                                        | Nominados |
| 1996 | GMA Dove Awards                 | Álbum de evento especial del año                      | My Utmost For His Highest                       | Ganadores |
| 1997 | GMA Dove Awards                 | Canción inspiracional del año                         | «Crucified With Christ                          | Nominados |
| 1997 | GMA Dove Awards                 | Canción del año                                       | «Crucified With Christ»                         | Nominados |
| 2005 | GMA Dove Awards                 | Álbum de alabanza y adoración del año                 | Let the Worshippers Arise                       | Nominados |
| 2007 | GMA Dove Awards                 | Álbum de alabanza y adoración del año                 | Top of My Lungs                                 | Nominados |
| 2010 | GMA Dove Awards                 | Canción del año                                       | «Revelation Song»                               | Nominados |
| 2010 | GMA Dove Awards                 | Álbum inspiracional del año                           | Fearless                                        | Ganadores |
| 2010 | GMA Dove Awards                 | Canción inspiracional del año                         | «Revelation Song»                               | Ganadores |
| 2011 | GMA Dove Awards                 | Canción inspiracional del año                         | «Great Are You Lord»                            | Nominados |
| 2015 | GMA Dove Awards                 | Álbum inspiracional del año                           | Above It All                                    | Ganadores |
| 1994 | American Christian Music Awards | Grupo de pop favorito                                 | Phillips, Craig and Dean                        | Nominados |
| 2004 | American Christian Music Awards | Artista sobresaliente de alabanza y adoración         | Phillips, Craig and Dean                        | Nominados |
| 2004 | American Christian Music Awards | Canción sobresaliente de alabanza y adoración         | «Here I Am To Worship»                          | Ganadores |
| 2004 | American Christian Music Awards | Artista sobresaliente inspiracional                   | Phillips, Craig and Dean                        | Nominados |
| 1993 | CCM Magazine                    | Canción del año                                       | «Favorite Song of All»                          | Ganadores |
| 2000 | CCM Magazine                    | Canción inspiracional de la década (1990)             | «Crucified With Christ»                         | Ganadores |
| 2005 | CCM Magazine                    | Artista inspiracional favorito                        | Phillips, Craig and Dean                        | Ganadores |
| 2006 | CCM Magazine                    | Artista inspiracional favorito                        | Phillips, Craig and Dean                        | Ganadores |
| 1992 | Christian Research Report       | Artista nuevo del año                                 | Phillips, Craig and Dean                        | Ganadores |
| 2009 | Visionary Awards                | Grupo vocal del año                                   | Phillips, Craig and Dean                        | Nominados |
| 2004 | ASCAP Christian Music Awards    | Una de las canciones más reproducidas                 | «My Praise»                                     | Ganadores |
| 2014 | ASCAP Christian Music Awards    | Una de las canciones más reproducidas                 | «Great I Am»                                    | Ganadores |
| 2001 | BMI Christian Music Awards      | Top 5 canciones inspiracionales más sonadas           | «Freedom's Never Free»                          | Ganadores |
| 2004 | BMI Christian Music Awards      | Una de las canciones AC más sonadas                   | «My Praise»                                     | Ganadores |
| 2007 | BMI Christian Music Awards      | Top 5 canciones cristianas contemporáneas más sonadas | «Friend of God»                                 | Ganadores |
| 2011 | BMI Christian Music Awards      | Una de las canciones más sonadas de la radio          | «Revelation Song»                               | Ganadores |
| 2013 | BMI Christian Music Awards      | Una de las canciones más sonadas de la radio          | «When the Stars Burn Down (Blessing and Honor)» | Ganadores |